# Chingy
Chingy, født Howard Bailey, Jr. den 9. marts 1980 i St. Louis, Missouri i USA er en afrikansk-amerikansk hiphopkunstner og rapper og tidligere medlem af Disturbing Tha Peace-kollektivet sammen med blandt andre Ludacris.
Han fik sit gennembrud med singlen Right Thurr, fra hans første album Jackpot, hvor kunsterne Ludacris, Snoop Dogg, Murphy Lee, I-20, Tity Boi of Playaz Circle, Trina, og Jermaine Dupri optrådte på. Han andet album, Powerballin', der blev udgivet året efter solgte 1 million kopier og havde gæsteoptrædener af R. Kelly, Bun B, Lil Wayne, Lil' Flip, Janet Jackson, David Banner, Nate Dogg, og Get It Boyz.

## Discografi

### Albums
- 2003: Jackpot
- 2004: Powerballin'
- 2006: Hoodstar
- 2007: Hate It or Love It
- 2010: Success and Failure

### Mixtapes
- 2009: Fresh Thug (med DJ Noize)
- 2009: Global Warning (med DJ Woogie)
- 2009: 1st Quarter (med The Young Hustla)
- 2009: Stars & Straps Reloaded (med DJ Noize)

### EPs
- 2005: Pick 3